# Tobias Pagel
Tobias Pagel (* 3. Januar 1915 in München; † nach 1984) war ein deutscher Schauspieler, Synchronsprecher und Hörspielsprecher. Zeitweise benutzte er für seine Synchrontätigkeiten das Pseudonym Tom Bergen.

## Leben
Pagel erlernte seinen Beruf an der Kunstakademie Dresden und als Eleve am dortigen Schauspielhaus. Danach fand er am Landestheater Altenburg eine erste Anstellung als Schauspieler. Nach einer dreizehnjährigen, kriegsbedingten Unterbrechung fand er 1949 in Berlin ein neues Betätigungsfeld als Sprecher und Schauspieler im Hörfunk.
Als Schauspieler trat er auch im Fernsehen auf, u. a. in Nebenrollen von Shakespeare-Produktionen des Senders Freies Berlin (Viel Lärm um nichts, 1957/58; Was ihr wollt, 1957/58). 1967 wirkte er in Der Reichstagsbrandprozess und in Zwei unter Millionen mit. Daneben agierte er als Presseschausprecher in der Umschau.
Einem breiten Publikum wurde Pagel durch Sprecherrollen in mehr als 60 Hörspielen und Hörbüchern bekannt, darunter Benjamin Blümchen (als Bürgermeister), Die Schwarze Sieben (Inspektor) und zahlreiche Karl-May-Produktionen unter der Regie von Kurt Vethake. Darüber hinaus wurde er dank seiner Fähigkeit, seiner Stimme einen sehr schneidenden Ton zu geben, bei Hörspielen in Rollen unbarmherziger, gefühlskalter bis grausamer Charaktere eingesetzt (zum Beispiel als Sklavenhändler in Vethakes Karl-May-Reihe).